# Iver Johnson
Iver Johnson был американским производителем огнестрельного оружия, велосипедов и мотоциклов с 1871 по 1993 год. Компания носила то же имя, что и ее основатель, норвежец Ивер Джонсон (1841–1895).
Название было перепродано, и Iver Johnson Arms открылась в 2006 году, но, поскольку новая фирма занимается иным производством и не считает себя правопреемницей классической Iver Johnson, она представляет собой её продолжение только по названию.